# Fuhlsbüttel
Fuhlsbüttel, Hamburg-Fuhlsbüttel — dzielnica miasta Hamburg w Niemczech, w okręgu administracyjnym Hamburg-Nord. Od 1913 w granicach miasta.
W dzielnicy znajduje się port lotniczy Hamburg.